# ワールドスポーツCLIP! Supported by U-NEXT
『ワールドスポーツCLIP! Supported by U-NEXT』（ワールドスポーツ・クリップ！サポーテッド・バイ・ユー・ネクスト）は、2023年10月5日から2024年3月28日まで日本BS放送（BS11）とU-NEXTの共同制作で放送されたスポーツ情報番組である。本項ではリニューアル版として2024年4月4日から9月26日まで放送された『ワールドファイトCLIP! Supported by U-NEXT』（ワールドファイト・クリップ！サポーテッド・バイ・ユー・ネクスト）も扱う。

## 概要
BS11とU-NEXTのコラボレーション第1弾として2023年10月5日放送開始。
U-NEXTで配信されたスポーツコンテンツからイチ押し映像をコンパクトに切り取って（CLIP）放送していた
番組は後日U-NEXTやTVer、BS11+でも配信された。
2024年3月28日をもって『ワールドスポーツCLIP！』としては終了。4月4日より格闘技に特化した『ワールドファイトCLIP！』にリニューアルされた。
9月26日を以て放送終了。後番組も引き続きU-NEXTとの共同制作となる『WEEKLYワールドサッカー Supported by U-NEXT』で、MCのハリー杉山とナレーターの中野玄も続投する。

## MC
- ハリー杉山
- 森千晴（『ワールドスポーツCLIP！』のみ）

## ナレーター
- 中野玄